# Opium fürs Volk
Opium fürs Volk ist ein Musikalbum der Punkrockband Die Toten Hosen mit ausschließlich deutschsprachigen Texten. Der Titel des Albums spielt auf eine Bemerkung von Karl Marx an, der schrieb: „Die Religion ist […] das Opium des Volkes.“ Die Texte des Albums setzen sich mit den Themen Moral, Religion und Sterblichkeit auseinander. Es wurde, wie fast alle vorangegangenen Tonträger der Band, von Jon Caffery produziert und erschien am 26. Januar 1996 als erstes Album beim bandeigenen Plattenlabel JKP.

## Entstehung
Während einer Veranstaltung anlässlich des Deutschen Evangelischen Kirchentags 1995 in Hamburg, die Campino zufällig besuchte, lernte er Abt Stephan Schröer kennen. Campino nahm kurz darauf im August 1995 eine Einladung Schröers an und begab sich für eine Klausurwoche in die Benediktinerabtei Königsmünster nach Meschede. Die Teilnahme am klösterlichen Leben regte Campino zu einem Teil der Liedtexte und zum Konzept des Albums an.
Das Album Opium fürs Volk wurde im Herbst und Winter 1995 in der Skyline Tonfabrik in Düsseldorf aufgenommen; die Abmischung und das endgültige Mastering erfolgte im Studio von Dieter Dierks in Stommeln. Die Band war seit 1988 mit Frontmann und Sänger Campino, Andreas von Holst und Michael Breitkopf an den E-Gitarren, Andreas Meurer am E-Bass und Wolfgang Rohde am Schlagzeug besetzt.
Nach Ablauf des Vertrags mit Virgin entschloss sich die Band dazu, sich zukünftig von den Major-Labels unabhängig zu machen, und gründete 1995 das Unternehmen JKP. Gleichzeitig unterzeichnete sie mit Eastwest Records, einer Tochtergesellschaft von Warner Deutschland, einen Vertrag, der vorsah, dass Eastwest als Dienstleister den Vertrieb der fertigen Tonträger übernimmt. Diese Konstellation eines bandeigenen Labels mit einem etablierten Vertriebspartner war 1995 in der Musikbranche neuartig. Als erste Produktion unter den neuen Vertragsbedingungen kam im Dezember 1995 zunächst die Single Nichts bleibt für die Ewigkeit mit dem dazugehörigen Musikvideo von Hans Neleman auf den Markt, bevor am 26. Januar 1996 das Album Opium fürs Volk erschien.

## Gestaltung von Cover und Begleitheft

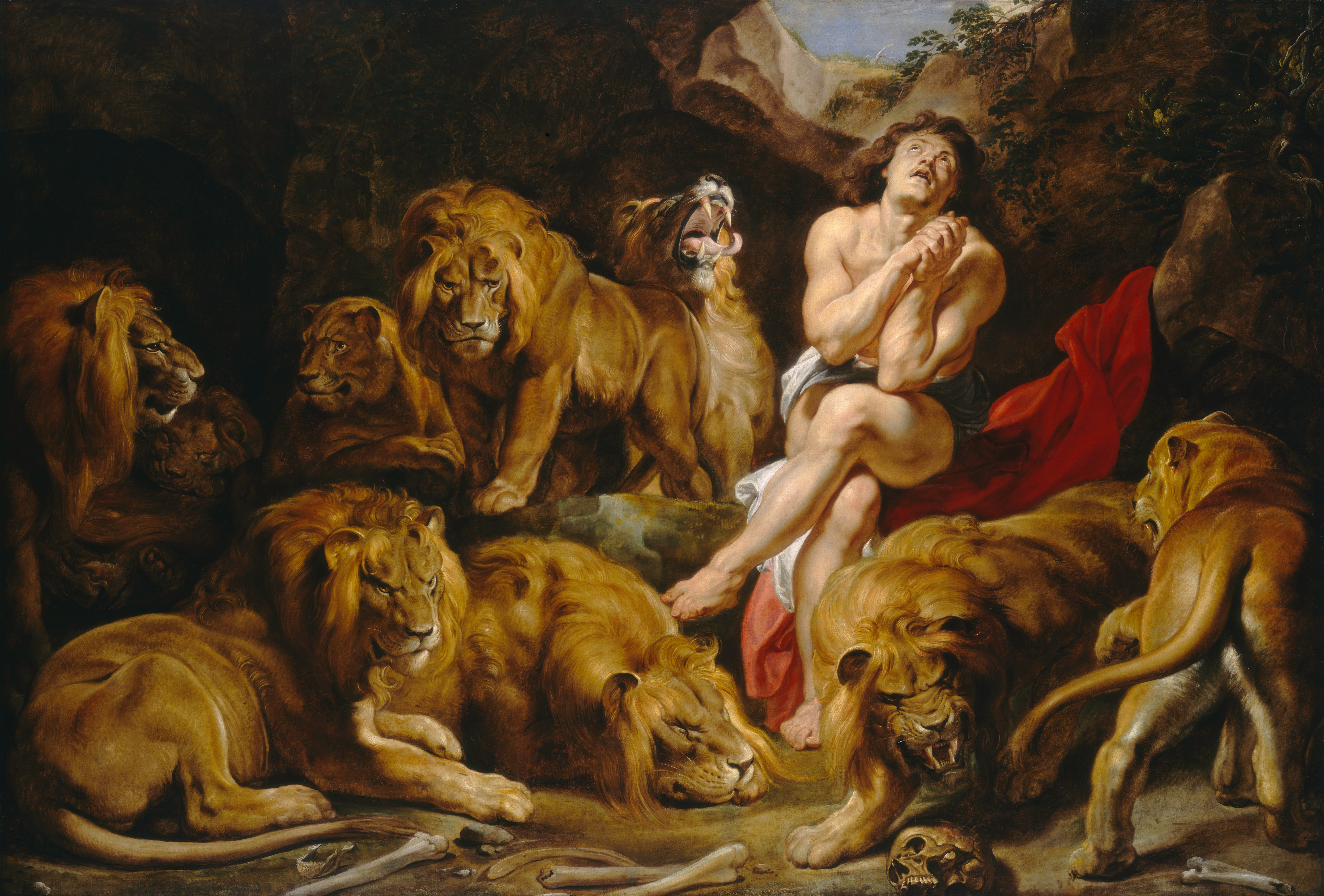
Daniel in der Löwengrube von Peter Paul Rubens gehört zum Inhalt des Begleithefts.

Die von Johann Zambryski gestaltete Collage der Frontseite zeigt das Profil eines Mannes. Eine mit Pfeilen gekennzeichnete Schraube soll sein Gehirn drehen. Auf dem Tonträger selbst ist ein gesamter Kombi-Werkzeugsatz aufgedruckt. Neben sämtlichen Texten enthält das Begleitheft eine Reihe von Bildschirmablichtungen aus dem deutschen Fernsehen mit Moderatoren, wie Ilona Christen, Jürgen Fliege, Fritz Egner, Hans Meiser und Arabella Kiesbauer, Johannes Paul II. und ein körperlich misshandeltes Kleinkind. Es folgen eine Seite aus einem Comic-Heft, Postkartenaufnahmen vom Stierkampf, ein rotstichiges Bild eines geköpften Chinesen mit der Überschrift „Viva la Revolution! China 1926“, Ausschnitte aus Gemälden mit biblischen Motiven, ein Bild von Lenin, wie er eine Rede an das Proletariat hält, und schließlich ein Foto der Gruppe Die Toten Hosen, aufgenommen von Gabo. Alle Bilder beziehen sich auf den Titel des Albums Opium fürs Volk und die Marxsche Metapher, wie die Band sie auslegt:

„In ‚Opium fürs Volk‘ sehen wir all das, was die Leute beruhigt, was sie in ihren Sesseln bleiben läßt. Bloß keine Rebellion machen, bloß nicht wach werden, aufstehen, Terror machen, bloß nicht ungemütlich werden. Letztenendes sind wir auch irgendwie ‚Opium fürs Volk‘.“

Entsprechend trug ein T-Shirt, das die Band 1996 über ihren Merchandise-Versand und auf Konzerten verkaufte, neben einem Porträt von Karl Marx die Aufschrift: „Die Toten Hosen sind der Seufzer der bedrängten Kreatur, das Gemüt einer herzlosen Welt, wie sie der Geist geistloser Zustände ist. Sie sind Opium für das Volk“. Dieser Satz ist eine Abwandlung eines Zitats von Karl Marx in der Kritik der Hegelschen Rechtsphilosophie. Einleitung: „Die Religion ist der Seufzer der bedrängten Kreatur, das Gemüt einer herzlosen Welt, wie sie der Geist geistloser Zustände ist. Sie ist das Opium des Volkes.“

## Themen und Titelliste

### Texte
Wie bei allen vorherigen Produktionen der Band Die Toten Hosen stammen auch bei diesem Album die Texte hauptsächlich von Campino und sind zum größten Teil aus der Perspektive des Erzählers heraus verfasst. Die Stücke Nichts bleibt für die Ewigkeit, Und so weiter, Ewig währt am längsten (Dub) und Zehn kleine Jägermeister sind eine Zusammenarbeit mit Hanns Christian Müller. Müller ist seit 1986 Ratgeber und Freund der Band und war bereits an früheren Produktionen als Co-Autor, Produzent oder Regisseur von Musikvideos beteiligt.
Das Album beginnt mit einem Donnerschlag und dem Vaterunser, das als Gregorianischer Choral ohne instrumentale Begleitung dargeboten wird. Die Melodie stammt von den Mönchen der Abtei Königsmünster. Das Lied Mensch spricht die innere Zwiespältigkeit des Menschen an. Der Satz „Mein Name ist Mensch“ ist ein Zitat aus dem gleichnamigen Musiktitel der Band Ton Steine Scherben, die das Thema in ihrem Lied jedoch völlig unterschiedlich angeht. Nichts bleibt für die Ewigkeit handelt von der Vergänglichkeit des Seins. Die beiden Verse von Ewig währt am längsten, das dem Lied ohne Pause angehängt ist, mit der Textzeile „Mein Freund das war’s dann wohl“, greifen das Thema erneut auf. Campino äußerte sich dazu wie folgt: „Das ist für mich eigentlich nur so ein Aufruf, im hier und jetzt zu leben und das mehr zu genießen. […] Aufhören über gestern zu sinnieren oder das, was morgen ist. […] Jeden Tag entsteht Neues, aber jeden Tag stirbt auch etwas. Es geht darum, daß man sich bewußt wird, daß man es sowieso nicht ändern kann. Jeden Tag geht irgend etwas zu Bruch und ist nicht mehr wiederzuholen“.
Im Text zu Die zehn Gebote zitiert Campino zunächst die Zehn Gebote aus dem Alten Testament und stellt danach die Strenge der Gesetze in Frage. Die Kritik an der „Alten Kirche“ führt er im Musikstück Paradies fort, indem er den blinden Regelgehorsam und die damit verbundene Paradiesverheißung ablehnt.
In Die Fliege beschreibt Campino ein Trauma, in dem eine Fliege in seinen Kopf eingedrungen ist, in seinem Gehirn herumkrabbelt, ihm Schmerzen verursacht und ihn völlig blockiert. In XTC beschreibt er den Gefühlszustand während und nach einem Ecstasy-Trip.
Böser Wolf, bei dem es um ein Mädchen geht, das sexuell missbraucht wird, aus Angst vor ihrem Peiniger es aber niemandem erzählt, Er denkt, sie denkt, welches von einem Paar handelt, das tagtäglich nebeneinanderher lebt, und Und so weiter, die Beschreibung eines Spießbürgers, sind die wenigen Titel auf diesem Album, in denen nicht das lyrische Ich erzählt.
Das Liebeslied Bonnie & Clyde bezieht sich auf die Geschichte des gleichnamigen Gangsterpaares, das bis in den Tod zusammenhält. Die Band geriet wegen der Textstelle: „Wir rauben ein paar Banken aus oder einen Geldtransport. Wir schießen zwei, drei, vier, fünf Bullen um, wenn es nicht mehr anders geht“, in die Kritik der konservativen Statt Partei, deren damaliger stellvertretender Landesvorsitzender in Niedersachsen Jan Timke die Band wegen Beleidigung anzeigte. Die Toten Hosen wiesen den Vorwurf zurück und erklärten, die betroffene Textzeile beschreibe „Gewalt als letztes Mittel in einer ausweglosen Situation“.
Bei Der Froschkönig und Lügen geht es um verletzte Gefühle nach einer gescheiterten Partnerschaft. Seelentherapie ist ein Aufruf dazu, seine Probleme durch Gespräche mit gleichgesinnten Menschen auszutauschen. Die beiden Lieder Und wir leben und Viva la Revolution stellen einen Rückblick auf die Bandgeschichte dar mit dem Resümee, dass ihr Revolutionsgedanke letztendlich auch nichts anderes als „Opium fürs Volk“ gewesen sei und dass sie trotz ihres schlechten Lebenswandels noch immer am Leben sind.
Der letzte Titel des Albums wird mit der Frage des Moderators Uwe Wassermann vom Hörfunksender Fritz eingeleitet: „Macht’s euch eigentlich überhaupt nichts aus, jeden Abend immer diese Sauflieder zu singen?“ Andreas Meurer weist ihn daraufhin zurecht: „Ich meine, hättest Du Dir mal die Mühe gemacht, unsere letzten Platten aufmerksam zu hören, hättest Du festgestellt, dass wir solche Lieder schon lange nicht mehr machen. Wenn ich irgendwie die Bilder von hungernden Kindern im Fernsehen sehe, dann kann ich nicht mehr über Bommerlunder singen.“ Danach folgt Zehn kleine Jägermeister, ein zynisch satirisches Trinklied in Form eines Abzählreimes. Den Abschluss des Albums bilden Wassermanns Worte: „Ja, doch … also, ich muss schon sagen: Ich sehe, ihr habt euch wirklich weiterentwickelt.“

### Musik

Intro und erste Takte der Melodie und Rhythmusgitarre mit durchgehender Achtelfigur im Lied Paradies

Die Toten Hosen setzten ihren Musikstil Rockmusik mit Einflüssen aus dem Punkrock mit diesem Album fort. Dazu gehören gehämmerte Achtelnoten und Powerchords.
Zudem bedient sich die Band neben E-Gitarren, dem E-Bass und dem Schlagzeug verschiedener ergänzender Instrumente. In den Titeln Böser Wolf und Lügen werden sie von den Flötisten und Streichern der Münchner Philharmoniker unterstützt. Hans Steingen spielt in Wir leben die Schottischen Pfeifen und Frank Kirchner spielt Saxophon bei Er denkt, sie denkt. Des Weiteren nimmt die Band im Musiktitel XTC Anleihen bei Acid Techno und setzt Synthesizer und Drumcomputer ein.
Im kaum zweiminütigen Musiktitel Und so weiter, der mit einem übersteuerten Gitarrensound gefolgt von der klassischen Taktvorgabe „Eins, zwei, drei, vier“ beginnt, hört man als Melodieinstrument eine Bluesharp.
Ein viertöniges Motiv, gespielt auf der E-Gitarre, bestimmt die Atmosphäre des Stücks Nichts bleibt für die Ewigkeit.Hörbeispielⓘ Ehe der Gesang beginnt, wird es achtmal wiederholt und dann nochmals neunmal bis zum Refrain. Die Tonfolge dominiert über die gesamte erste Strophe und das Zwischenspiel. In der zweiten Hälfte der Strophen setzen Schlagzeug, Rhythmusgitarren mit gehämmerten Powerchords und Bass ein. Im Gitarrensolo in der Mitte des Liedes, das vom Schlagzeug begleitet wird, moduliert Andreas von Holst anfangs einen einzigen Ton (Dis), der durch Bending und Flageoletttöne unterschiedlich klingt. Im zweiten Teil enthält das Solo Blues-Riffs. Eine ruhige Keyboardmelodie ändert danach über acht Takte die Stimmung. Sie ist mit synthetisch erzeugtem Vogelgezwitscher unterlegt.

Keyboardmelodie aus Nichts bleibt für die Ewigkeit.

Dem folgt nochmals der Refrain mit dem Gesang und den Powerchords unter Einsatz aller Instrumente. Den Schluss bildet ein stehender Akkord aus Synthesizer- und E-Gitarre-Klängen.
Dem Lied Nichts bleibt für die Ewigkeit ist ein Remix des Themas als Dubversion mit der Bezeichnung Ewig währt am längsten angehängt. Schließlich enthält Zehn kleine Jägermeister, bei dem Hans Christian Müller Mandoline spielt und ein Freund der Band, Uli Hiemer im Chor mitsingt, Einflüsse von Reggae.

## Veröffentlichungen

### Singles

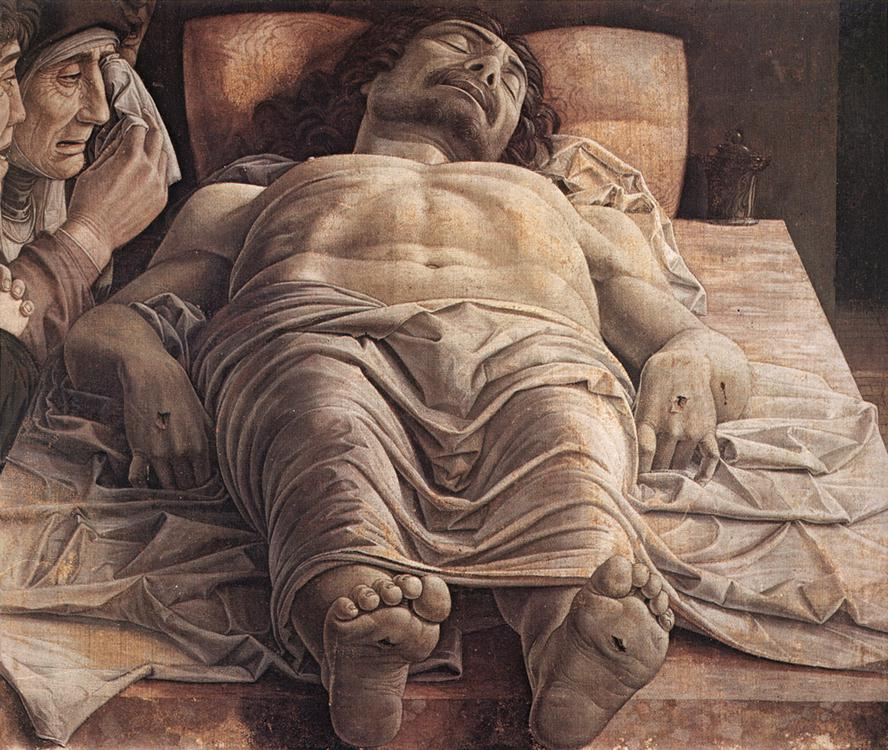
Beweinung Christi von Andrea Mantegna dient als Coverfoto der Single Nichts bleibt für die Ewigkeit.

Vor dem Album erschien im Dezember 1995 die Single Nichts bleibt für die Ewigkeit, die neben dem titelgebenden Stück drei weitere Lieder enthielt:
Alkohol – 2:04 (Rohde / Campino)
Prominentenpsychose – 3:14 (Campino)
Die ’7’ ist alles – 5:12 (Meurer / Campino)
Paradies wurde im April 1996 als Single ausgekoppelt. Sie enthielt drei zusätzliche Titel, darunter ein Cover von The Beatles.
Ein Witz – 2:56 (Meurer / Campino)
Entenhausen bleibt stabil – 3:35 (Breitkopf / Campino, Müller)
I’m the Walrus – 3:07 (Cover von The Beatles)
Die Single Bonnie & Clyde enthielt neben zwei Kompositionen der Band eine Interpretation eines Songs von Kiss und wurde im Juni 1996 veröffentlicht.
Kleiner Junge – 3:58 (von Holst / Campino)
Herzglück harte Welle – 1:55 (Rohde / Campino)
Do You Love Me? – 3:10 (Cover von Kiss)
Zehn kleine Jägermeister erschien im September 1996 als Single; dieses Mal mit einem neuen Musikstück der Band und einer Coverversion eines Songs der Rolling Stones.
We Love You – 3:10 Cover von The Rolling Stones
Der König aus dem Märchenland – 4:15 (Breitkopf / Campino)

### Musikvideos
Den von Hans Neleman gestalteten Film zu Nichts bleibt für die Ewigkeit zählt die Band zu ihren bis dahin teuersten, da sie nach eigenen Angaben 50.000.– DM Vergleichszahlung an einen Fotografen leisten musste, der kurz nach der ersten Ausstrahlung des Musikvideos Urheberrechte an der Ästhetik der Bilder anmeldete.
In dem schwarz-weiß gehaltenen Musikvideo werden die Bandmitglieder gezeigt, wie sie, am ganzen Körper von einer Lehmkruste überzogen, in Mullbinden gewickelt und teilweise mit dem Kopf nach unten, zwischen abgestorbenen Bäumen hängen. Beim Video zu Paradies konnten dagegen Kosten gespart werden, da die Hamburger Fotografin Gabo ihr Regiedebüt gab und deshalb auf Gage verzichtete. Technische Unterstützung erhielt sie von Martin Weisz. Der Film zeigt Die Toten Hosen bei einem gestellten Auftritt im Hamburger St. Pauli Theater.
Die Dreharbeiten zu Bonnie & Clyde fanden unter der Regie von Ralf Schmerberg zum größten Teil in der ehemaligen Karlskaserne im Baden-Württembergischen Ludwigsburg statt. Die Bettszenen wurden in der Stuttgarter Pension Wirt am Berg aufgenommen. Campinos Partnerin im Video ist Lea Mornar.
Der Zeichentrickfilm zu Zehn kleine Jägermeister (1996) entstand unter der Regie von Sabine Huber und Andreas Hykade, produziert von Ralf Schmerberg im Studio FilmBilder in Stuttgart. Das Werk erhielt verschiedene Auszeichnungen, welche die Band wegen ihrer mangelnden Beteiligung den Zeichnern zusprach.

### Neuauflage 2007
Zum 25-jährigen Bestehen der Band wurde unter anderen Opium fürs Volk neu gemastert. Die Neuauflage enthält ein neues zusätzliches Booklet, das Jan Weiler geschrieben hat, ein Interview mit der Band, die sich an die Entstehung des Albums erinnert, sowie Erläuterungen zum Zeitgeschehen 1996. Die Titelliste wurde zudem um drei Musikstücke erweitert.
1. Fliegen – 4:28 (Campino)
2. Prominentenpsychose – 3:14 (Campino)
3. Herzglück harte Welle – 1:57 (Rohde / Campino)

## Tournee
Die Tournee zum Album unter dem Motto Ewig währt am längsten eröffnete die Band am 22. April 1996 mit einem Konzert in der Stadthalle Bremerhaven. Sie gab danach bis zum Jahresende mehr als 75 Konzerte in restlos ausverkauften Hallen in Deutschland, Österreich und der Schweiz. Sie trat unter anderem bei den Festivals Rock am Ring und Rock im Park als Headliner auf. Das Abschlusskonzert der Tour fand am 22. Dezember 1996 in der Düsseldorfer Philipshalle statt. Das Live-Album Im Auftrag des Herrn wurde während des ersten Abschnitts der Tour aufgenommen und am 26. Oktober 1996 veröffentlicht.

## Resonanz
Die Musikpresse äußerte sich überwiegend wohlwollend über das Album. Das Stadtmagazin Prinz bezeichnete es als „eine sehr ernsthafte Platte, ohne Hip-Hip-Hurra, erhobenen Zeigefinger und fast ohne Klassensprechermentalität“. Das Volk bekomme das, was es verdient, nämlich „den Spiegel vors Gesicht gehalten.“ Es würde jedoch ein „bißchen zu nahe liegen, einen Song über Ecstasy mit einem Elektro-Beat zu unterlegen.“ Die Toten Hosen würden zudem mit „10 kleine Jägermeister, die neue Hosen-, Fankurven-, Sauf- und Mitgrölhymne, ganz bewußt am Ende der CD einen Kontrapunkt hinterher schieben.“ Frank Rummeleit in Zillo schrieb von einer „logischen Weiterentwicklung des Albums Kauf MICH!“ und bezeichnete Die Toten Hosen als „griffige Punkrocker, die ihren Stachel ausfahren, wenn man sie auf radiokompatibel trimmen will“. Opium fürs Volk sei „ein Album mit Tiefe, sowohl in textlicher als auch in musikalischer Hinsicht“.
Hollow Skai bestätigte der Band im Rolling Stone, dass sie sich „bei aller Nachdenklichkeit noch auf aggressive Gassenhauer und ironische Karnevalsschlager, schräge Sauflieder und eingängigen Rock ’n’ Roll verstehe“. Das zeige der Song 10 kleine Jägermeister, mit dem sie „jene verulkten, die sich immer noch am Hosen-Bommerlunder-Hedonismus rieben und den ironischen Populismus nie begriffen hätten.“
Götz Kühnemund, Chefredakteur der Zeitschrift Rock Hard, schrieb, dass es „keine großartigen Überraschungen, aber auch keine nennenswerten Ausfälle“ gebe, sofern man Die Toten Hosen möge, und beschreibt das Album gleichzeitig als eine „musikalisch überzeugende Hardrock-Scheibe mit intelligenten Texten und viel HOSEN-typischem Charme“.
Das Album wurde ebenfalls in verschiedenen kirchlichen Magazinen besprochen. Journalist Udo Feist schrieb in Evangelische Kommentare: „Die Texte lesen sich über weite Strecken wie eine Auseinandersetzung ehemaliger Konfirmanden mit ihrem Katechismus. Ein Meisterwerk, musikalisch spritzig und diskursiv, ein fulminanter Sprint zwischen Sinn und Zweifel. […] also, ihr aufgeschlossenen Christenleute, kauft: Hier lassen sich Gespräche beginnen!“
Der Theologe Thomas Klie hob in einem religionspädagogischen Aufsatz hervor, dass in diesem Album „Religion nicht karikiert wird und sich in seinem musikalischen Arrangement keine Religionskritik verbirgt, sondern eine spezifisch spät- oder nachchristliche Spiritualität“. Die Toten Hosen würden „mit großer Selbstverständlichkeit auf die christliche Religion zurückgreifen und sich ihres Zeichenrepertoires und ihrer Ausdrucksformen bedienen.“

## Kommerzieller Erfolg

### Chartplatzierungen
Das Album erreichte in der ersten Woche Platz eins der Charts in Deutschland, Platz drei in Österreich und Platz zwei in der Schweiz. Es wurde 1996 mit einer Goldenen und einer Platin-Schallplatte in Deutschland ausgezeichnet; bis ins Jahr 2002 erreichte es zweimal Platin. Das Album gehört zu den meistverkauften Alben in Deutschland. In Österreich und der Schweiz bekam es je einmal Gold. Mit einer erneuten Veröffentlichung der Vinyl-Version im Jahr 2016 gelang der Wiedereinstieg in die deutschen Charts auf Platz 13 im September 2016.
Das Stück Zehn kleine Jägermeister wurde vom Publikum auf den Livekonzerten mit großer Begeisterung angenommen, deshalb entschloss sich die Band Ende 1996 dazu, das Musikstück als vierte Singleauskoppelung auf den Markt zu bringen. Der Song stieg auf Platz eins in den deutschen, österreichischen und Schweizer Singlecharts, und Die Toten Hosen wurden zum ersten Mal in ihrer Karriere mit einer Goldenen Schallplatte für eine Single ausgezeichnet; bis ins Jahr 2001 erreichte die Single Platin. Das Video wurde 1997 mit dem Comet und dem ECHO als bester Videoclip national ausgezeichnet.
| ChartsChartplatzierungen | Höchstplatzierung | Wochen |
| ------------------------ | ----------------- | ------ |
| Deutschland (GfK)        | 1 (55 Wo.)        | 55     |
| Österreich (Ö3)          | 3 (20 Wo.)        | 20     |
| Schweiz (IFPI)           | 2 (17 Wo.)        | 17     |

| ChartsJahrescharts (1996) | Platzierung |
| ------------------------- | ----------- |
| Deutschland (GfK)         | 4           |
| Österreich (Ö3)           | 28          |
| Schweiz (IFPI)            | 40          |

### Auszeichnungen für Musikverkäufe
| Land/Region        | Auszeichnungen für Musikverkäufe (Land/Region, Auszeichnung, Verkäufe) | Verkäufe  |
| ------------------ | ---------------------------------------------------------------------- | --------- |
| Deutschland (BVMI) | Platin                                                                 | 1.000.000 |
| Österreich (IFPI)  | Gold                                                                   | 25.000    |
| Schweiz (IFPI)     | Gold                                                                   | 25.000    |
| Insgesamt          | 1× Gold · 2× Platin ·                                                  | 1.050.000 |